# Buchar (časopis)
Buchar byl studentský časopis vydávaný od roku 1964 do roku 1969 studenty fakulty strojního inženýrství ČVUT. Vytvářel jedinečný prostor pro diskuse, kritiky, reakce a ohlasy. Čtenáři a posluchači fakulty strojního inženýrství tak měli možnost seznámit se s mnohými myšlenkami radikální levice, s událostmi v zahraničí a s polemikami, které na ně bezprostředně reagovaly, včetně filozofických textů. Přes studentské reakce v periodikách lze pak mapovat kontakty mezi jednotlivými studentskými hnutími a osobnostmi, čímž také autor jednoznačně manifestuje provázanost událostí a dění v západních státech a v Československu a tím i provázanost jednotlivých systémů, ať už ekonomických, politických či kulturních.
Hlavními redaktory byli Lubomír Holeček a Jiří Müller. Mezi další patří Jaroslav Pažout a Josef Vavroušek. 
V Praze měl vliv na československé hnutí, a tak byl po sedmém čísle zakázán, především kvůli prostranickému článku „strana a my“ od Jiřího Müllera, jenž žádal zrušit vedoucí roli KSČ. V březnu 1970 zveřejňuje Rudé právo analýzu „destrukce jednotné organizace mládeže“. Začátek vývoje nachází právě u skupiny, která se sdružila v roce 1964 kolem Bucharu a která nechtěla pojímat studentskou organizaci jako „aktivního pomocníka a zálohu KSČ“, ale jako činitele „korigujícího politiku strany“.